# Референдум в Литве (2008)
Референдум о продлении работы Игналинской АЭС был проведен в Литве 12 октября 2008 года, несмотря на то, что Литва обязалась закрыть атомную электростанцию в договоре о присоединении к Европейскому Союзу. Референдум проходил в один день с выборами в Сейм.
Референдум был признан несостоявшимся из-за низкой явки избирателей.

## Контекст плебисцита
Игналинская АЭС в Литве была построена по похожему проекту с Чернобыльской АЭС и была признана Европейской комиссией слишком опасной. В 2004 году, когда Литва вошла в состав Евросоюза, в соответствии с договорённостью между Литвой и ЕС было принято решение о закрытии станции. Закрытие Игналинской АЭС должно было сильно ударить по экономике Литвы, которая из экспортёра электроэнергии превратилась бы в импортёра, оказавшись в зависимости от поставок российских энергоносителей. Правительством Литвы вместе с Латвией и Эстонией был разработан план строительства новой АЭС на границе с Белоруссией и Латвией. Тогда-то и появилась идея продлить работу Игналинской АЭС до тех пор, пока не будет пущена в эксплуатацию новая станция.
14 июля 2008 года Сейм Литовской Республики принял решение провести консультативный (совещательный) референдум о продлении работы Игналинской АЭС на технически безопасный срок, но не более чем потребуется для завершения строительства новой атомной электростанции. Избирателям было предложено ответить на вопрос: 

Я одобряю продление работы Игналинской АЭС на технически безопасный период, но не более чем завершение строительства новой атомной электростанции».
Оригинальный текст (лит.)Pritariu, kad Ignalinos atominės elektrinės darbas būtų pratęstas iki techniškai saugių terminų, bet ne ilgiau, negu kol bus pastatyta nauja atominė elektrinė.

## Результаты
| Выбор                                                                    | Голоса    | %     |
| ------------------------------------------------------------------------ | --------- | ----- |
| За                                                                       | 1 156 738 | 91,40 |
| Против                                                                   | 108 798   | 8,60  |
| Недействительных голосов/пустых бюллетеней                               | 40 249    | –     |
| Всего                                                                    | 1 305 825 | 100   |
| Зарегистрированных избирателей/Явка                                      | 2 696 090 | 48,43 |
| Источник: Referendumas dėl Ignalinos atominės elektrinės darbo pratęsimo |           |       |

Референдум признан несостоявшимся из-за того, что в голосовании приняло участие менее половины зарегистрированных избирателей.